# Friedemann Brix – Eine Schwäche für Mord
Friedemann Brix – Eine Schwäche für Mord ist eine 10-teilige Kriminalserie, die ab 31. Oktober 1996 wöchentlich im Vorabendprogramm des ZDF ausgestrahlt wurde.

## Inhalt
Krimiautor Friedemann Brix hat die Gabe, bei Recherchen für einen jeweils neuen Roman immer wieder in Verbrechen hineingezogen zu werden. Seine Angewohnheit, den Dingen mehr als nötig auf den Grund zu gehen, ist seiner Frau Helga ein Dorn im Auge, während seine Tochter Stella ihren Vater nur zu gerne unterstützt. Stecken Friedemanns private Ermittlungen in der Sackgasse, nimmt er gerne die Hilfe seines Freundes Günter Bommel in Anspruch, einem ehemaligen Ganoven mit besten Kontakten zur Unterwelt. Kommissar Wagner missfallen dagegen naturgemäß die Alleingänge Brix’.

## Sonstiges
Die Drehbücher stammten aus der Feder des Autorenpaares Eva und Volker A. Zahn, Episodendarsteller waren unter anderem: Gisela Trowe, Eva Kryll, Max Volkert Martens, Theresa Hübchen, Klaus Manchen, Sven Martinek, Luc Feit, Peter Fitz, Heinz Werner Kraehkamp, Martina Gedeck, Otto Sander, Christoph Waltz, Ulli Philipp, Jacques Breuer, Michael Brandner, Julia Jäger, Georg Tryphon, Walter Renneisen und Hark Bohm.
Wiederholt wurde die Serie 2004 auf Sky Krimi.

## Episodenliste
| Nr. | Titel                        | Erstausstrahlung | Regie            |
| 1   | Der gestohlene Mord          | 31. Okt. 1996    | Jürgen Brauer    |
| 2   | Die alte Dame                | 7. Nov. 1996     | Jürgen Brauer    |
| 3   | Auf Streife                  | 14. Nov. 1996    | Jürgen Brauer    |
| 4   | Talkshow                     | 21. Nov. 1996    | Jan Růžička      |
| 5   | Entführt                     | 28. Nov. 1996    | Jan Růžička      |
| 6   | Bommel in der Klemme         | 5. Dez. 1996     | Jürgen Brauer    |
| 7   | Der talentierte Herr Riesche | 12. Dez. 1996    | Peter Weissflog  |
| 8   | Im Dienst der Wissenschaft   | 19. Dez. 1996    | Bernhard Stephan |
| 9   | Tödliche Aura                | 2. Jan. 1997     | Stefan Bartmann  |
| 10  | Julias Flucht                | 9. Jan. 1997     | Stefan Bartmann  |

## Kritiken
Die Serie wurde überwiegend negativ bewertet. So urteilte die Rheinische Post: „Was das ZDF seinen Zuschauern von diesem Donnerstag an als neue Serie anbietet, ist, gelinde gesagt, eine Zumutung. In einem Möchtegernkrimi, der in seiner Simplizität wirkt, als sei er mit einem Lego-Baukasten konstruiert worden. Wäre das vom ZDF nicht eindeutig ernst gemeint, könnte man wenigstens lachen, etwa über Hark Bohm, der als Berliner Russenfürst ein deutsch-russisches Gemisch mit Hamburger Akzent von sich gibt; über Ben Becker als Brix-Freund Bommel, der als Automechaniker stets blitzsaubere Finger hat und mit seiner Designer-Brille eher einem Art-Director als einem Kfz-Mechaniker gleicht; über Holzschnitt-Dialoge, in denen man Bommel tatsächlich sagen hört: 'Die Unterwelt ist kein Disneyland für gelangweilte Dichter.“
„Der Fernsehkrimi im Netz“, die Website der Medien- und Kommunikationswissenschaften der Uni Halle konstatierte: „[...]Durch die altbackene und langatmige Inszenierung wurde die Serie trotz brillanter Besetzung und witziger Ideen in den Drehbüchern ein Flop.“
Dagegen war der Kölner Stadt-Anzeiger der Meinung: „Alle erdenklichen Krimi-Klischees werden mit Leichtigkeit durch den Kakao gezogen.“